# Carlos Blanco García
Carlos Eduardo Blanco García (Caracas, Venezuela, 25 de abril de 1947) es un político y escritor venezolano. Blanco se ha desempeñado como secretario ejecutivo y presidente de la Comisión Presidencial para la Reforma del Estado de Venezuela, además de profesor universitario y consultor internacional. Fue dirigente político de la izquierda y participante del comando de campaña de José Vicente Rangel en 1983, enfrentando la candidatura del MAS de Teodoro Petkoff.

## Carrera
Carlos Blanco tiene un doctorado en Ciencias Sociales de la Universidad Central de Venezuela. Ha sido secretario ejecutivo de la Comisión Presidencial para la Reforma del Estado de Venezuela (COPRE) entre 1984 y 1989, presidente de la Comisión entre 1989 y 1992, y profesor tanto de la Universidad Central de Venezuela como de la Universidad de Boston, además de consultor internacional del Banco Interamericano de Desarrollo, de la Unión Europea, de la Corporación Andina de Fomento, del Centro Latinoamericano de Administración para el Desarrollo, y del Programa de las Naciones Unidas para el Desarrollo (PNUD). Blanco también fue moderador  del programa de televisión «Blanco y Negro» en Globovisión junto con Aristóbulo Istúriz y director fundados de la revista semanal «Primicia».
Ha sido articulista semanal de los diarios «El Globo», «El Nacional», «Últimas Noticias», «Diario de Caracas», la revista «Resumen», “El Carabobeño” , y «El Universal» de Venezuela, además de la revista “Cambio 16” de Colombia.
Durante las elecciones primarias de la Plataforma Unitaria de 2023, y las elecciones presidenciales de 2024, ha formado parte del equipo del Programa de Gobierno y del grupo de estrategia de la líder opositora María Corina Machado.